# 赤ちゃんをさがせ
『赤ちゃんをさがせ』（あかちゃんをさがせ）は、青井夏海による推理小説。およびそれを原作としたテレビドラマ。助産師探偵シリーズの第一作目で、続編に『赤ちゃんがいっぱい』と『赤ちゃんはまだ夢の中』がある。

## 書籍情報
- 『赤ちゃんをさがせ』東京創元社、2001年10月1日。ISBN 9784488012212。
- 『赤ちゃんをさがせ』東京創元社〈創元推理文庫〉、2003年1月1日。ISBN 9784488431020。

## テレビドラマ
2003年2月17日から3月6日まで（全12回）放送されたNHK夜の連続ドラマシリーズの作品のひとつである。
連続テレビ小説さくらに主演した高野志穂が朝ドラ以後初の主演ドラマとなった作品で、新米助産婦の亀山陽奈（かめやま・ひな 高野）が様々なトラブルに巻き込まれながら、助産婦として成長していく過程を楽しく描いたコメディーである。

### キャスト
- 亀山陽奈 - 高野志穂[1]
- 児玉聡子 - 麻生祐未
- 明楽友世 - 岸田今日子
- 加々見佑介 - 石橋蓮司
- タマミ - 山咲トオル
- 語り - YOU

以下ゲスト
- 加々見五月 - 黒谷友香（第1週）
- 栗木るみ - 杉本彩（第2週）
- 猪熊理帆 - 松本まりか（第3週）